# Nico Spits
Nicolaas Bernard (Nico) Spits (Amstelveen, 7 september 1943) is een Nederlands voormalig hockey-international.

## Hockey

### Olympische Spelen
Nico Spits heeft tweemaal aan de Olympische Zomerspelen meegedaan, in 1964 in Tokio en in 1972 in München. In München was hij bovendien drager van de Olympische vlag. In 1964 eindigde Nederland op de zevende plaats, in 1972 kwamen zij een ronde verder. In de halve finale verloren zij met 3-0 van West-Duitsland en eindigden op de vierde plaats.

### Wereldkampioenschappen
In 1973 nam hij deel aan de wereldkampioenschappen in Amstelveen. Het Nederlands team bestond verder uit André Bolhuis, Derek Doyer, Thijs Kaanders, Coen Kranenberg, Ties Kruize, Wouter Leefers, Flip van Lidth de Jeude, Paul Litjens, Irving van Nes, Tom Pierik, Maarten Sikking, Frans Spits, Ron Steens, Bart Taminiau en Jeroen Zweerts. Nederland behaalde goud, India zilver en West-Duitsland brons.

### Nationaal
Spits speelde jarenlang voor het Amsterdams Hockey en Bandy Club, AHBC. In 1979 was hij de coach van het AHBC-damesteam, dat Nederlands kampioen werd.
Van 1986 tot 1988 was hij manager van het nationale team.

## Trivia
- Hij is de oudere broer van Frans Spits.

Joost Boks · 
Charles Coster van Voorhout · 
John Elffers · 
Frans Fiolet · 
Jan Piet Fokker · 
Jan van Gooswilligen · 
Francis van 't Hooft · 
Arie de Keyzer · 
Leendert Krol · 
Jaap Leemhuis · 
Chris Mijnarends · 
Erik van Rossem · 
Nico Spits · 
Theo Terlingen · 
Jan Veentjer · 
Jaap Voigt · 
Theo van Vroonhoven · 
Frank Zweerts ·
Coach: Piet Bromberg
André Bolhuis · 
Jan Willem Buij · 
Marinus Dijkerman · 
Thijs Kaanders · 
Coen Kranenberg · 
Ties Kruize · 
Wouter Leefers · 
Flip van Lidth de Jeude · 
Paul Litjens · 
Irving van Nes · 
Maarten Sikking · 
Frans Spits · 
Nico Spits · 
Bart Taminiau · 
Kik Thole · 
Piet Weemers · 
Jeroen Zweerts ·
Coach: Ab van Grimbergen